# Estación de Monte Estoril
Monte Estoril es una estación ferroviaria de la línea de Cascaes de la red de convoyes suburbanos de Lisboa.